# Fritz Siegenthaler
Fritz Siegenthaler (* 18. März 1929 in Zürich) ist ein ehemaliger Schweizer Radrennfahrer.

## Sportliche Laufbahn
Siegenthaler war Teilnehmer der Olympischen Sommerspiele 1952 in Helsinki. Er startete im Tandemrennen und belegte mit seinem Partner Fredy Arber beim Sieg von Lionel Cox und Russell Mockridge den 9. Platz. Er startete auch im Sprint, blieb aber unplatziert. 
Als Amateur-Strassenfahrer hatte er einen ersten Erfolg mit dem zweiten Platz in der Meisterschaft von Zürich 1953 hinter Paul Depaepe aus Belgien. 1954 wurde er dann in dem Rennen beim Sieg von Werner Arnold Dritter. In jener Saison gewann er auch die Vier-Kantone-Rundfahrt. 1956 fuhr er eine Saison als Berufsfahrer im Radsportteam Alpa.